# UNIVAC 490

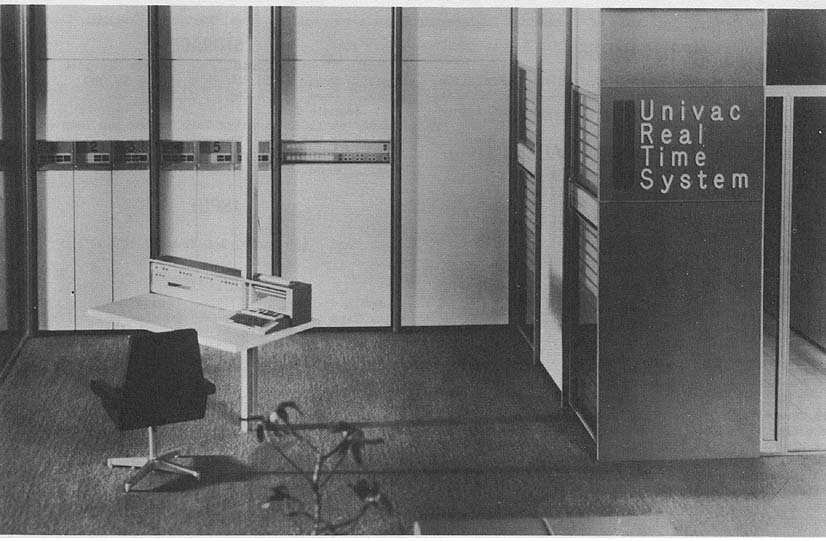
UNIVAC 490 RTS Photo by The Department of the US Army, Ballistic Research Laboratories

Das UNIVAC 490 Real Time System wurde 1961 durch Sperry Rand gebaut. Die Univac 490 war ein System, welches wie ein Kommunikationsnetzwerk funktionierte. Hunderte von Empfänger- und Sendegeräte (Terminals) konnten geographisch verstreut platziert werden. Diese Kommunikationsgeräte übermittelten nun Daten an die Zentrale Prozessoreinheit, welche die Berechnungen ausführte. Diese Architektur führte zu einer geographisch verteilten, transaktionsbasierenden Echtzeit-Umgebung.
Eigenschaften der UNIVAC 490 RTS
- Interne Numerische Kodierung: binär
- Bytelänge Maschinenwort: 30
- Bytelänge Instruktionscode: 30
- Arithmetisches System: Festkommazahl
- 37.543 Kristalldioden
- 13.819 Transistoren
- Trommelspeicher
- Magnetbänder UNISERVO-III 130 in/sec
- Konsolenterminals